# جاستن كيج
جاستن كيج (بالإنجليزية: Justin Gage)‏ هو لاعب كرة قدم أمريكية أمريكي، ولد في 25 يناير 1981 في إنديانابوليس في الولايات المتحدة.

## وصلات خارجية
- جاستن كيج على موقع كلية كرة السلة في سبورتس رفرنس.كوم (الإنجليزية)
- جاستن كيج على موقع ريلجم (الإنجليزية)
- جاستن كيج على موقع مرجع كرة القدم المحترفة.كوم (الإنجليزية)